# Кордицепс
Кордицепс (лат. Cordyceps) — рід грибів родини Cordycipitaceae. Раніше належав до родини клавіціпітаєві (англ. Clavicipitaceae). Назва вперше опублікована у 1833 році.

## Опис

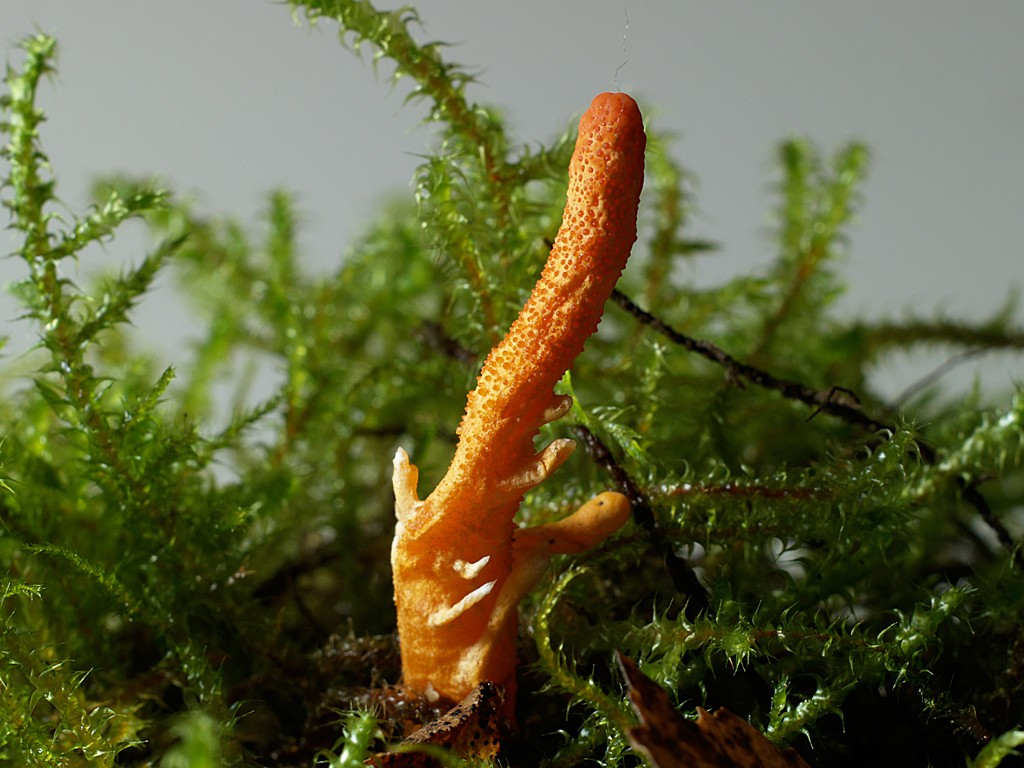
Кордицепс військовий Cordyceps militaris

Гриби з роду кордицепс паразитують на інших грибах, комахах або їх личинках.
Строма м'ясиста, пурпурова, оранжева, жовта, сіра, складається з циліндричної ніжки і округлої, цилідричної, булавоподібної, еліпсоподібної, або веретеноподібної головки. Розвивається на муміфікованих комахах або грибах. Перитеції занурені, еліпсоподібні, згодом бувають майже поверхневими, мають верхівку, що виступає, з отвором. Аски циліндричні або вузькоциліндричні. Спори нитчасті або вузькоциліндричні.

## Види
База даних Species Fungorum станом на 28 жовтня 2019 року налічує 181 вид роду Cordyceps (докладніше див. Список видів роду кордицепс).
За «Визначником грибів України» 1979 року — в Україні 4 види:
- Cordyceps militaris (L.) Fr. (1818) — кордицепс військовий[14].
- Cordyceps clavulata (Schwein.) Ellis & Everh. (1892) — кордицепс булавоподібний, наразі віднесений до роду Ophiocordyceps (Ophiocordyceps clavulata).
- Cordyceps ophioglossoides (J.F. Gmel.) Link (1818) — кордицепс офіоглосовий, наразі віднесений до роду Tolypocladium (Tolypocladium ophioglossoides).
- Cordyceps capitata (Holmsk.) Fr. (1818) — кордицепс головчастий, наразі віднесений до роду Tolypocladium (Tolypocladium capitatum).

Анаморфна форма цього роду виділена у окремі роди, такі як Beauveria, Isaria, Lecanicillium, що належать також до ентомопатогенних грибів і використовується для виготовлення інсектицидів.

## Використання
Кордицепс застосовується у традиційній китайській медицині понад 2000 років. Плодове тіло гриба містить азотовмісну сполуку кордицепін, кордицепову кислоту (ізомер хінної кислоти), полісахариди (3–8 %), манітол, нуклеотиди (аденозин, гуанозин, уродин), ергостероли, пептиди, які містять α-аміноізобутирову кислоту, глікопротеїни, жирні кислоти.
Стверджується, що кордицепс має протипухлинну і імуностимулювальну активність, а біологічно активні речовини з нього стимулюють енергетичний метаболізм клітин печінки, зокрема клітин Купфера, інгібують агрегацію тромбоцитів. Екстракти з кордицепса запобігають порушенням пам'яті, які пов'язані з хворобою Альцгеймера.

## У популярній культурі
Кордицепс є основним елементом сюжету у серії відеоігор «The Last of Us», вперше випущеній у 2013 році, та її адаптації у вигляді телевізійного серіалу у 2023 року.

## Галерея

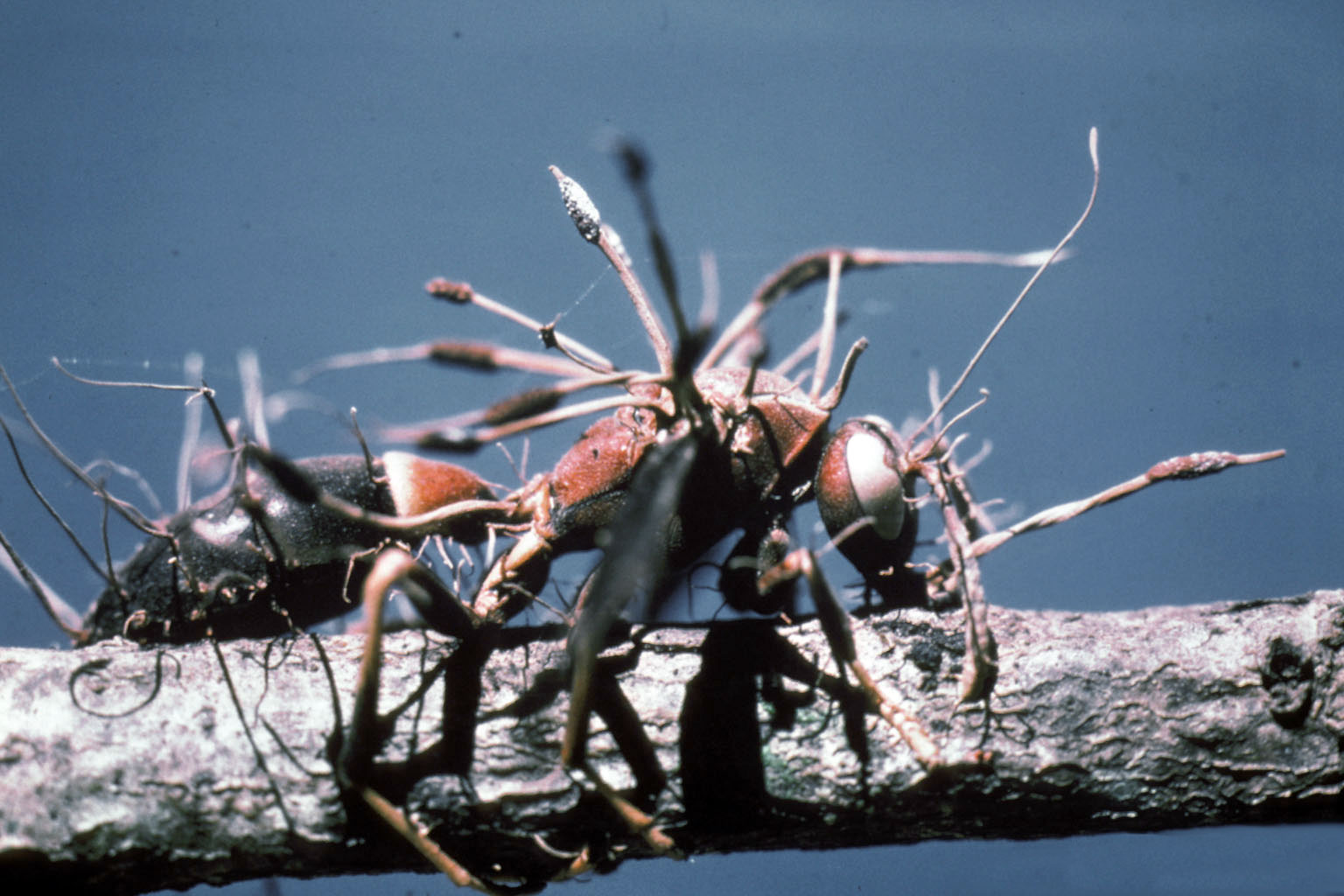
Кордицепс починає своє плодоношення від оси
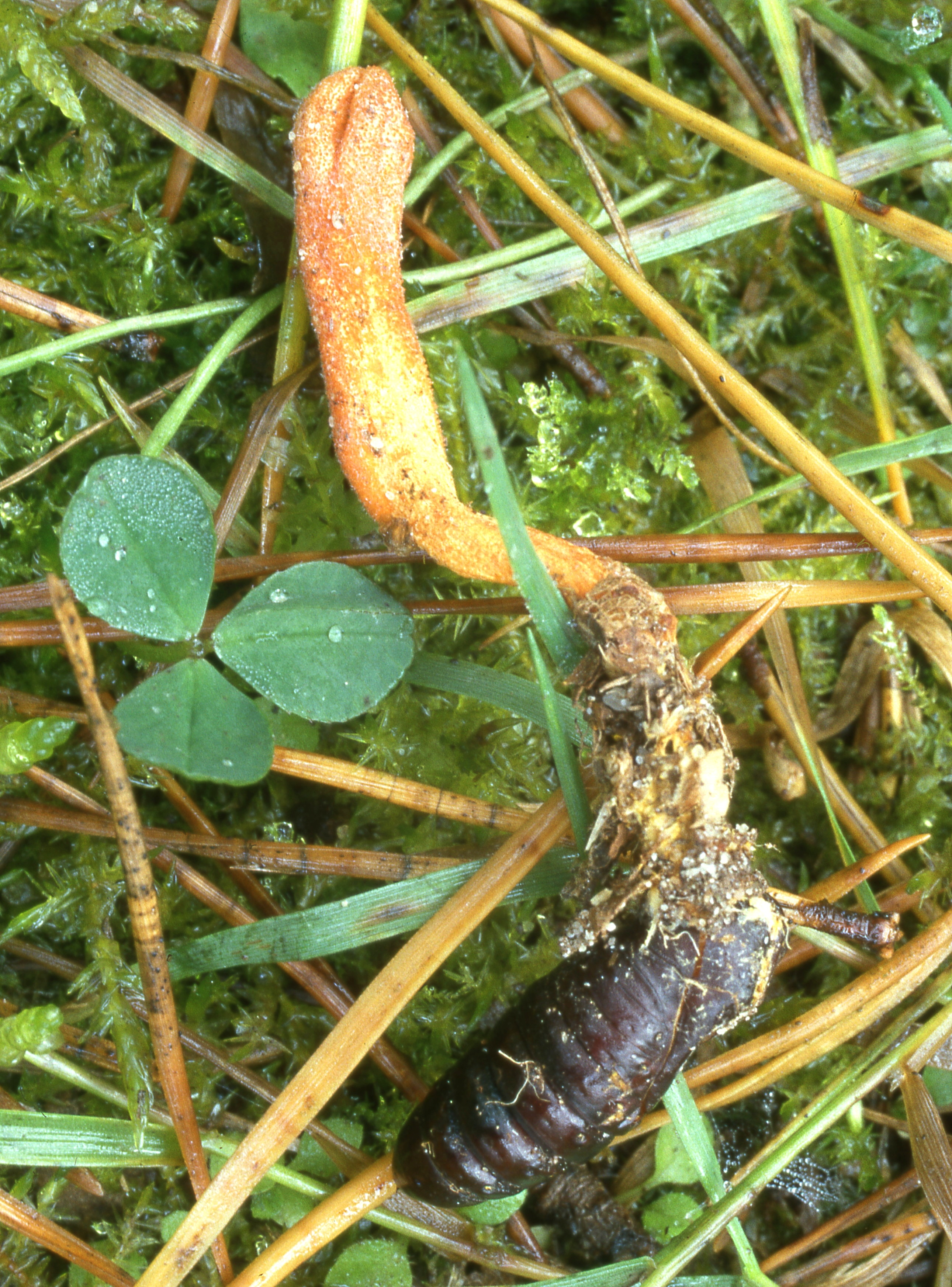
Кордицепс військовий (лат. Cordyceps militaris)
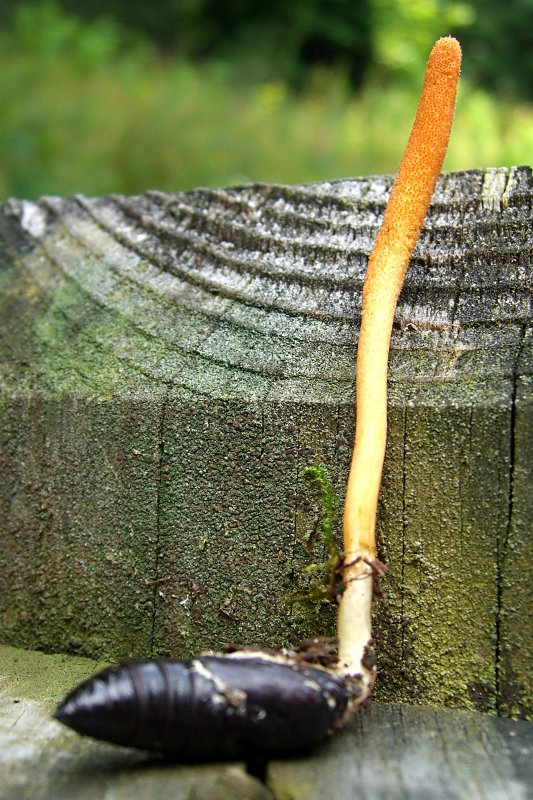
Кордицепс, що виріс з личинки
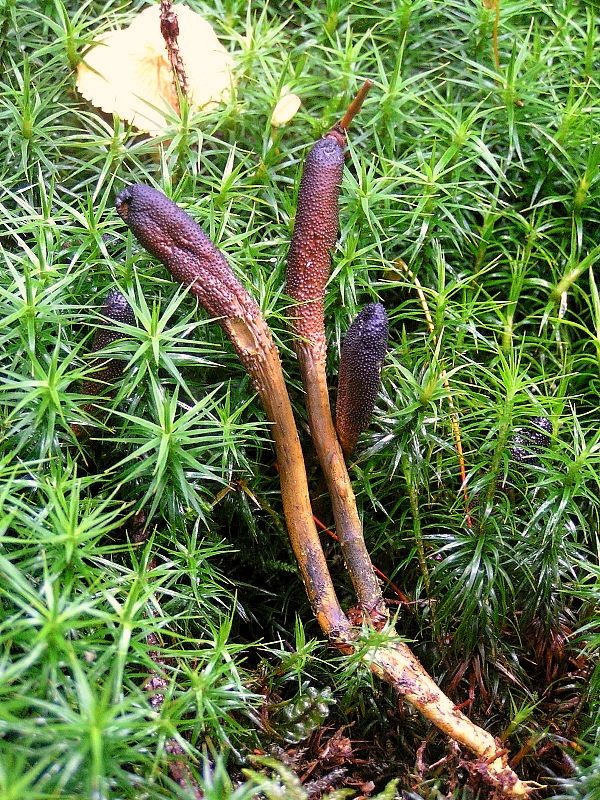
Tolypocladium ophioglossoides